# 武勇暗沙
武勇暗沙位于南中国海中沙群岛中沙大环礁东部边缘，北与石塘连礁相距约6海里，西南与济猛暗沙相距约10.5海里。整个暗沙全部在海面以下，最浅处水深约18米，等深线20米以上面积约10平方公里。1947年和1983年公布名称均为“武勇暗沙”。